# Liste des sites Natura 2000 de l'Ariège
Cet article recense les sites Natura 2000 de l'Ariège, en France.

## Statistiques
L'Ariège compte 21 sites classés Natura 2000. 15 bénéficient d'un classement comme site d'importance communautaire (SIC), 6 comme zone de protection spéciale (ZPS).

## Liste
| Site | Type | Superficie (ha) | Fiche     | Coordonnées                      | Photo |  |
| --- | ---- | --------------- | --------- | -------------------------------- | ----- |  |
| Chars de Moulis et de Liqué, grotte d'Aubert, soulane de Balaguères et de Sainte-Catherine, granges des vallées de Sour et d'Astien | SIC  | +04 377,        | FR7300836 | 42° 57′ 47″ nord, 1° 02′ 16″ est |       |  |
| Garonne, Ariège, Hers, Salat, Pique et Neste                                                                                        | SIC  | +09 602,        | FR7301822 | 43° 05′ 02″ nord, 1° 49′ 53″ est |       |  |
| Grotte d'Aliou | SIC  | +0 0001,        | FR7300835 | 42° 59′ 24″ nord, 1° 02′ 57″ est |       |  |
| Grottes du Ker de Massat | SIC  | +0 0001,        | FR7300839 | 42° 53′ 46″ nord, 1° 19′ 23″ est |       |  |
| Grotte de Montseron | SIC  | +0 0001,        | FR7300838 | 43° 01′ 08″ nord, 1° 19′ 49″ est |       |  |
| Grotte de Tourtouse | SIC  | +0 0001,        | FR7300840 | 43° 05′ 26″ nord, 1° 07′ 38″ est |       |  |
| Haute vallée de l'Aude et bassin de l'Aiguette                                                                                      | SIC  | +17 055,        | FR9101470 | 42° 46′ 13″ nord, 2° 11′ 10″ est |       |  |
| Mont Ceint, mont Béas, tourbière de Bernadouze                                                                                      | SIC  | +02 218,        | FR7300825 | 42° 47′ 49″ nord, 1° 24′ 36″ est |       |  |
| Pechs de Foix, Soula et Roquefixade, grotte de L'Herm                                                                               | SIC  | +02 216,        | FR7300842 | 42° 56′ 49″ nord, 1° 39′ 34″ est |       |  |
| Queirs du Mas-d'Azil et de Camarade, grottes du Mas-d'Azil et de la Carrière de Sabarat                                             | SIC  | +01 633,        | FR7300841 | 43° 04′ 47″ nord, 1° 20′ 08″ est |       |  |
| Quérigut, Laurenti, Rabassolles, Balbonne, Bruyante, haute vallée de l'Oriège                                                       | SIC  | +10 279,        | FR7300831 | 42° 40′ 29″ nord, 2° 02′ 03″ est |       |  |
| Quiès calcaires de Tarascon-sur-Ariège et grotte de la Petite Caougno                                                               | SIC  | +02 484,        | FR7300829 | 42° 49′ 19″ nord, 1° 39′ 02″ est |       |  |
| Vallée de l'Aston | SIC  | +15 030,        | FR7300827 | 42° 41′ 36″ nord, 1° 39′ 36″ est |       |  |
| Vallée de l'Isard, mail de Bulard, pics de Maubermé, de Serre-Haute et de Crabère                                                   | SIC  | +06 428,        | FR7300821 | 42° 50′ 00″ nord, 0° 55′ 14″ est |       |  |
| Vallée du Riberot et massif du Mont-Valier                                                                                          | SIC  | +07 745,        | FR7300822 | 42° 48′ 42″ nord, 1° 03′ 48″ est |       |  |
| Gorges de la Frau et Gorges de Bélesta                                                                                              | ZPS  | +12 383,        | FR7312008 | 42° 50′ 18″ nord, 1° 53′ 42″ est |       |  |
| Massif du Mont-Valier | ZPS  | +10 619,        | FR7312003 | 42° 48′ 46″ nord, 1° 05′ 21″ est |       |  |
| Pays de Sault | ZPS  | +71 499,        | FR9112009 | 42° 45′ nord, 2° 03′ est         |       |  |
| Quérigut, Orlu | ZPS  | +10 279,        | FR7312012 | 42° 40′ 29″ nord, 2° 02′ 03″ est |       |  |
| Quiès calcaires de Tarascon-sur-Ariège et grotte de la Petite Caougnau                                                              | ZPS  | +02 479,        | FR7312002 | 42° 49′ 19″ nord, 1° 39′ 02″ est |       |  |
| Vallée de l'Isard, mail de Bulard, pics de Maubermé, de Serre-Haute et de Crabère                                                   | ZPS  | +06 422,        | FR7312001 | 42° 50′ 00″ nord, 0° 55′ 14″ est |       |  |